# Juras Taminskas
Juras Taminskas (*  1986) ist ein litauischer Jurist und Politiker, der derzeit als stellvertretender Verkehrsminister Litauens tätig ist.

## Leben
Nach dem Abitur 2005 am Gymnasium absolvierte er von 2005 bis 2010 ein einstufiges Magisterstudium der Rechtswissenschaften  an der Rechtsfakultät der Universität Vilnius in Saulėtekis der litauischen Hauptstadt Vilnius. 
Von 2010 bis 2012 war er Berater des Seimas-Ombudsmanns, von 2012 bis 2014 Chefspezialist sowie von 2014 bis 2020   Berater des Büros für Menschenrechte des Seimas-Ombudsmanns, von 2020 bis 2024 Berater des Büros des Ausschusses für Staatsführung und Gemeinden des Seimas der Republik Litauen und von 2024 bis 2025 Rechtsberater des Verbands der litauischen Gemeinden.
Seit Dezember 2024 ist er stellvertretender Verkehrsminister Litauens unter Leitung von Eugenijus Sabutis im Kabinett Paluckas, geleitet von Gintautas Paluckas, ernannt von Gitanas Nausėda.